# Joe Pasternak
Joe Pasternak (Joseph Herman Pasternak: Szilágysomlyó o Șimleu Silvaniei, entonces del Imperio Austrohúngaro, hoy de Rumania, 19 de septiembre de 1901 - Beverly Hills, de California, 13 de septiembre de 1991) fue un productor húngaro cinematográfico de Hollywood.
Nació en una familia judía. Ya a los 28 años era un exitoso productor en Alemania y en Austria. Trabajaba en la Universal de Europa, con la que halló el éxito produciendo filmes livianos, comedias musicales, algunas con jóvenes estrellas como Franziska Gaal. 
Con el advenimiento del nazismo, emigró a Hollywood en 1936, donde repitió su fórmula exitosa esta vez con Deanna Durbin en Three Smart Girls. Además descubrió a Gloria Jean. Sus éxitos en la compañía Universal se sucedieron hasta 1941 cuando se mudó a la Metro-Goldwyn-Mayer, donde produjo películas sobre operetas protagonizadas por Kathryn Grayson, Jane Powell, y Mario Lanza. Su mayor éxito fue El gran Caruso seguido por Levando anclas, La viuda alegre y otros. Continuó produciendo musicales hasta los años 60 con actores como Elvis Presley o Connie Francis.
En cuarenta años de carrera tuvo dos candidaturas al Oscar y tres al Globo de Oro. 
Se retiró en 1968. Tiene una estrella en el Paseo de la Fama de Hollywood.
Escribió un libro de cocina: Cooking with Love and Paprika (1966).
Fue el padre del disc-jockey Michael Joseph Pasternak, el dramaturgo Jeff Pasternak y Peter Pasternak.
Joe Pasternak murió de complicaciones con mal de Parkinson.